# 福冨颯大
福冨 颯大（ふくとみ そうだい、1999年9月9日 - ）は、大阪府高槻市出身のフットサル選手。Fリーグ・しながわシティ フットサルクラブ所属。ポジションはアラ。

## 所属クラブ
- 金光大阪高等学校
- 名古屋オーシャンズサテライト
- 2021年：名古屋オーシャンズ
- 2021年 - 2022年：広島エフ・ドゥ
- 2022年 - 2023年：しながわシティ フットサルクラブ